# Júliusz
A Júliusz latin eredetű férfinév, egy ősrégi római nemzetségnévből ered, aminek a jelentése bizonytalan, talán: Jupiter istennek szentelt vagy ragyogó.  Női párja: Júlia.

## Rokon nevek
Juliánusz, Julián, Gyula

## Gyakorisága
Az 1990-es években a Júliusz szórványos név, a 2000-es években nem szerepel a 100 leggyakoribb férfinév között.

## Névnapok
- január 9.[2]
- március 8.[2]
- május 22.[2]

## Híres Júliuszok
- Julius Streicher német újságíró
- Caius Iulius Caesar római hadvezér és politikus, a római császárság létrehozója